# Cincuenta y ocho
El cincuenta y ocho (58) es el número natural que sigue al cincuenta y siete y precede al cincuenta y nueve.

## Propiedades matemáticas
- Es un número compuesto, que tiene los siguientes factores propios: 1, 2 y 29. Como la suma de sus factores es 32 < 58, se trata de un número defectivo.
- Es la suma de los primeros siete números primos: 58 = 2 + 3 + 5 + 7 + 11 + 13 + 17.

## Ciencia
- 58 es el número atómico del cerio.
- Objeto astronómico del catálogo Messier M58 es una galaxia espiral barrada de la constelación de Virgo.